# Equatorium

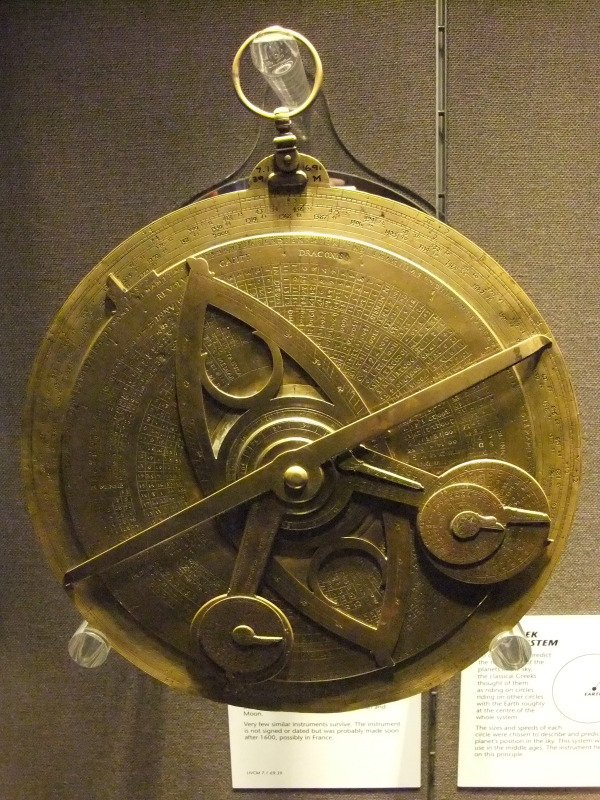
Equatorium construido hacia 1600 posiblemente en Francia (World Museum de Liverpool, Reino Unido).

Un equatorium (plural, equatoria) es un instrumento astronómico empleado para encontrar las posiciones del Sol, la Luna y los planetas en el horizonte del lugar sin el empleo explícito de extensos cálculos astronómicos, solo mediante el uso de geometría. Este tipo de dispositivos permitía la representación de los cuerpos celestes incluido el movimiento anomalístico. 

## Historia
Una de las primeras referencias históricas documentadas de un equatorium con el objeto de establecer la posición del Sol se debe al trabajo realizado en el siglo V por Proclo, en su obra titulada Hypostasis, donde proporciona instrucciones acerca de como construir uno de estos dispositivos en madera y bronce.
A pesar de existir mecanismos similares al equatorium en la Antigua Grecia, la primera descripción detallada de este instrumento se realiza en el Libro del saber de astrología, compilación en castellano de trabajos astronómicos bajo el patrocinio de Alfonso X de Castilla en el siglo XIII, que incluye la traducción de dos textos árabes del siglo XI sobre el equatorium realizados por Ibn al-Samh y Al-Zarqali. El matemático italiano Campanus de Novara en su Theorica Planetarum (c. 1261-1264) describe la construcción de un equatorium, siendo una de las primeras descripciones realizadas del instrumento en la Europa latina.
Richard de Wallingford (1292–1336) es conocido por haber realizado un mecanismo complejo de un equatorium llamado Albión que permitía el cómputo de las longitudes de la Luna, el Sol y los planetas. Al contrario que otros equatoria, el Albión también permitía en sus cálculos la predicción de eclipses.